# Ciral
Ciral és un municipi francès situat al departament de l'Orne i a la regió de Normandia. L'any 2007 tenia 426 habitants.

## Demografia

### Població
El 2007 la població de fet de Ciral era de 426 persones. Hi havia 173 famílies de les quals 55 eren unipersonals (20 homes vivint sols i 35 dones vivint soles), 51 parelles sense fills, 55 parelles amb fills i 12 famílies monoparentals amb fills.
La població ha evolucionat segons el següent gràfic:
Habitants censats

### Habitatges
El 2007 hi havia 222 habitatges, 182 eren l'habitatge principal de la família, 26 eren segones residències i 14 estaven desocupats. Tots els 222 habitatges eren cases. Dels 182 habitatges principals, 143 estaven ocupats pels seus propietaris i 39 estaven llogats i ocupats pels llogaters; 2 tenien una cambra, 15 en tenien dues, 29 en tenien tres, 55 en tenien quatre i 81 en tenien cinc o més. 142 habitatges disposaven pel capbaix d'una plaça de pàrquing. A 88 habitatges hi havia un automòbil i a 77 n'hi havia dos o més.

### Piràmide de població
La piràmide de població per edats i sexe el 2009 era:
| Homes | Edats   | Dones |
| ----- | ------- | ----- |
| 0     | 95 o +  | 4     |
| 0     | 90 a 94 | 0     |
| 0     | 85 a 89 | 4     |
| 12    | 80 a 84 | 0     |
| 8     | 75 a 79 | 12    |
| 12    | 70 a 74 | 20    |
| 24    | 65 a 69 | 16    |
| 8     | 60 a 64 | 20    |
| 16    | 55 a 59 | 4     |
| 8     | 50 a 54 | 16    |
| 12    | 45 a 49 | 0     |
| 12    | 40 a 44 | 12    |
| 12    | 35 a 39 | 16    |
| 24    | 30 a 34 | 8     |
| 24    | 25 a 29 | 16    |
| 12    | 20 a 24 | 4     |
| 12    | 15 a 19 | 12    |
| 4     | 10 a 14 | 20    |
| 16    | 5 a 9   | 8     |
| 8     | 0 a 4   | 12    |

## Economia
El 2007 la població en edat de treballar era de 255 persones, 176 eren actives i 79 eren inactives. De les 176 persones actives 160 estaven ocupades (88 homes i 72 dones) i 17 estaven aturades (10 homes i 7 dones). De les 79 persones inactives 26 estaven jubilades, 21 estaven estudiant i 32 estaven classificades com a «altres inactius».

### Ingressos
El 2009 a Ciral hi havia 187 unitats fiscals que integraven 432 persones, la mediana anual d'ingressos fiscals per persona era de 13.380 €.

### Activitats econòmiques
Dels 19 establiments que hi havia el 2007, 1 era d'una empresa extractiva, 1 d'una empresa alimentària, 1 d'una empresa de fabricació d'altres productes industrials, 6 d'empreses de construcció, 3 d'empreses de comerç i reparació d'automòbils, 2 d'empreses d'hostatgeria i restauració, 2 d'empreses financeres, 1 d'una entitat de l'administració pública i 2 d'empreses classificades com a «altres activitats de serveis».
Dels 10 establiments de servei als particulars que hi havia el 2009, 1 era una oficina bancària, 1 taller de reparació d'automòbils i de material agrícola, 3 paletes, 1 fusteria, 1 lampisteria, 1 perruqueria, 1 restaurant i 1 saló de bellesa.
Dels 2 establiments comercials que hi havia el 2009, 1 era una botiga de menys de 120 m² i 1 una joieria.
L'any 2000 a Ciral hi havia 28 explotacions agrícoles que ocupaven un total de 1.088 hectàrees.

## Equipaments sanitaris i escolars
El 2009 hi havia una escola elemental integrada dins d'un grup escolar amb les comunes properes formant una escola dispersa.

## Poblacions més properes
El següent diagrama mostra les poblacions més properes.